# 汉城火车
《汉城火车》（Seoul Train）是一部2005年获奖的纪录片，描述了朝鲜脱北者为寻求更好生活而走的艰险之路，路途中若被逮捕，他们将面临被遣送回国、刑讯，甚至被处死。
该片由Jim Butterworth（一位美国科罗拉多的企业家）和Lisa Sleeth编导、制作，另外参与导演的还有Aaron Lubarsky，他是一位获得过艾美奖的纪录片制作者。